# Maciej Bodnar
Pour les articles homonymes, voir Bodnar.
Maciej Bodnar (né le 7 mars 1985 à Wrocław en Pologne) est un coureur cycliste polonais. Il devient professionnel en septembre 2007 et le reste jusqu'en fin d'année 2023. Son frère Łukasz est également professionnel.

## Biographie

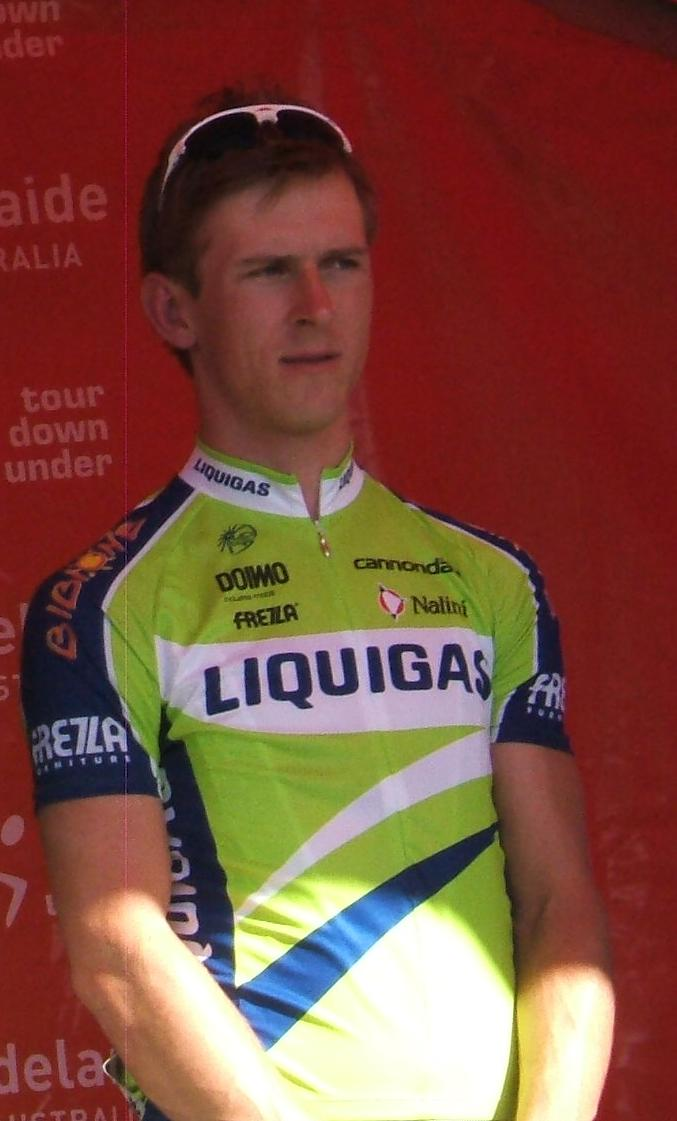
Maciej Bodnar au Tour Down Under 2009.

Maciej Bodnar est un coureur considéré comme un rouleur.
Deux jours après avoir remporté le tronçon b de la troisième étape des Trois Jours de La Panne 2016, Bodnar subit une fracture de la mâchoire au cours d'un entraînement. Il ne peut alors jouer son rôle d'équipier de Peter Sagan pour le Tour des Flandres que le Slovaque remporte.
En août 2016, il signe un contrat avec l'équipe Bora-Hansgrohe.
Au début de l'été 2019, il s'adjuge le titre de champion de Pologne du contre-la-montre
En 2020, il se classe deuxième du championnat de Pologne du contre-la-montre.
En décembre 2023, alors qu'il est en fin de contrat et non prolongé par TotalEnergies, Maciej Bodnar annonce mettre un terme à sa carrière de coureur.

## Palmarès

### Palmarès amateur
- 2006
  -  Champion de Pologne du contre-la-montre espoirs
  - Grand Prix de Lancy
  - Trofeo Paolin Fornero
  - 2e de Coire-Arosa
- 2007
  -  Champion de Pologne du contre-la-montre espoirs
  - Grand Prix Bradlo

### Palmarès professionnel
- 2008
  - 2e du championnat de Pologne du contre-la-montre
  - 3e du championnat de Pologne sur route
- 2009
  -  Champion de Pologne du contre-la-montre
- 2010
  - 1reb étape de la Semaine internationale Coppi et Bartali (contre-la-montre par équipes)
  - 4e étape du Tour d'Italie (contre-la-montre par équipes)
  - 2e du championnat de Pologne du contre-la-montre
  - 2e de la Sun World Cycling Classic
  - 3e du championnat de Pologne sur route
  - 9e du championnat du monde du contre-la-montre
- 2011
  - 2e du championnat de Pologne du contre-la-montre
- 2012
  -  Champion de Pologne du contre-la-montre
  - 3e des Trois Jours de La Panne
- 2013
  -  Champion de Pologne du contre-la-montre
- 2014
  - 3eb étape des Trois Jours de La Panne (contre-la-montre)
  - 2e du championnat de Pologne du contre-la-montre
- 2015
  - 4e étape du Tour de Pologne
  - 2e du Tour du Qatar
  - 8e du championnat du monde du contre-la-montre
- 2016
  -  Champion de Pologne du contre-la-montre
  - 3eb étape des Trois Jours de La Panne (contre-la-montre)
  - 4e du championnat du monde du contre-la-montre
  - 6e du contre-la-montre des Jeux olympiques
- 2017
  - 20e étape du Tour de France (contre-la-montre)
  -  Médaillé d'argent du championnat d'Europe du contre-la-montre
  - 3e du championnat de Pologne du contre-la-montre
- 2018
  -  Champion de Pologne du contre-la-montre
  - 2e du championnat de Pologne sur route
- 2019
  -  Champion de Pologne du contre-la-montre
- 2020
  - 2e du championnat de Pologne du contre-la-montre
- 2021
  -  Champion de Pologne du contre-la-montre
  - 8e du championnat d'Europe du contre-la-montre
- 2022
  -  Champion de Pologne du contre-la-montre
  - 5e du championnat d'Europe du contre-la-montre
- 2023
  - 2e du championnat de Pologne du contre-la-montre

## Résultats sur les grands tours

### Tour de France
7 participations
- 2011 : 143e
- 2013 : 114e
- 2014 : 112e
- 2016 : 159e
- 2017 : 116e, vainqueur de la 20e étape (contre-la-montre)
- 2018 : 122e
- 2022 : 115e

### Tour d'Italie
4 participations
- 2010 : 127e, vainqueur de la 4e étape (contre-la-montre par équipes)
- 2012 : 117e
- 2020 : 107e
- 2021 : 136e

### Tour d'Espagne
4 participations
- 2009 : 131e
- 2012 : 138e
- 2014 : 122e
- 2015 : 140e

## Classements mondiaux
| Année                                 | 2015 | 2016 | 2017 | 2018 | 2019 | 2020 | 2021 | 2022 | 2023  |
| ------------------------------------- | ---- | ---- | ---- | ---- | ---- | ---- | ---- | ---- | ----- |
| UCI World Tour                        | 131e | 173e | 156e | 313e |      |      |      |      |       |
| Classement mondial                    |      | 206e | 360e | 429e | 761e | 913e | 511e | 605e | 1055e |
| UCI Europe Tour                       |      | 695e | 546e | 344e | 554e | 722e | 414e | 468e | nc    |
| UCI Asia Tour                         |      | 37e  | nc   | nc   |      |      |      |      |       |
| UCI America Tour                      |      | 49e  | nc   | nc   |      |      |      |      |       |
|                                       |      |      |      |      |      |      |      |      |       |
| Légende : nc = non classéSource : UCI |      |      |      |      |      |      |      |      |       |